# Antonio José Plaza
Pour les articles homonymes, voir Plaza.
Antonio José Plaza (né le 21 décembre 1909 à Mar del Plata et mort le 11 août 1987) était l'archevêque de La Plata en Argentine, et l'un des plus fervents soutiens de la dictature militaire (1976-1983). C'est l'un des quinze prêtres qui apparaît sur la liste des responsables de violations des droits de l'homme de la CONADEP.

## Biographie
José Plaza a d'abord été évêque de Doberus (de) (1950-53) puis d'Azul (1953-55) avant d'être nommé archevêque de La Plata par Pie XII le 14 novembre 1955, prenant ses fonctions le 17 décembre 1955 . En juillet 1961, il rencontre le général Franco au Palais du Pardo (Madrid) . Il fonda en 1964 l'Université catholique de La Plata (es), et devait continuer à s'intéresser de près à l'éducation durant toute sa vie, y compris lors de la transition démocratique.
Nommé chapelain de la police de la province de Buenos Aires (la Boenarense) sous la junte, il visitait en cette qualité les centres clandestins de détention, poste qui lui permettait de jouir d'une voiture avec chauffeur. C'était un ami personnel du général Ramón Camps, chef de la Boenarense, lequel lui dédiera un livre sur Jacobo Timerman en 1982. Selon l'archevêque, les « ennemis de la patrie » déployaient leurs « plans sataniques » et leur«  action apatride » dans l'Université, « foyer de la guérilla organisée » .
Il dénonça son propre neveu, José Maria Plaza, aux militaires, ce qui valut à celui-ci d’être interné au camp de l’ESMA , ainsi que les enfants d’une fondatrice des Mères de la place de Mai, Hebe de Bonafini.
L’un des seuls défenseurs ouverts de la loi d’auto-amnistie de la dictature, il considérait celle-ci comme une « norme évangélique » et plaignait le « pauvre Eichmann » . Aux élections de 1983, il soutenait le péroniste Herminio Iglesias, qui lui avait promis d’écouter ses conseils pour nommer le ministre provincial de l’Éducation, et s'opposait au radical Raúl Alfonsín, candidat à la présidence. Il démissionna en raison de son âge le 20 décembre 1985  étant remplacé par Antonio Quarracino.
Alfonso de Galarreta, qui a été ordonné évêque par Mgr Lefebvre et dirige aujourd’hui le séminaire de La Reja (es) de la Fraternité sacerdotale Saint-Pie-X, était entré en 1975 au séminaire de La Plata dirigé par José Plaza.